# Tetracme
Tetracme é um género botânico pertencente à família Brassicaceae.